# アンティポディーズ諸島
- アンティポディーズ諸島
- アンティポデス諸島

アンティポディーズ諸島またはアンティポデス諸島（―しょとう、Antipodes Islands）は、ニュージーランドに属する火山島群。全て無人島である。
スチュアート島の東南東約860km、バウンティ諸島の南約215kmにあり、水半球の中心付近に位置する。この諸島は最も面積の大きいアンティポデス島（20km2）、その次に北に位置するボロンズ島（2km2）、そして多数の小島や岩礁から成る。最高峰は標高366mのギャロウェイ山である。世界遺産に登録され、自然保護の観点から一般人の立ち入りは行われていない。

## 名前の由来
アンティポデス諸島は、元々イギリス・ロンドンの対蹠地の近い場所に位置したため、「Penantipodes」と言われていた。しかしこの島々を発見したヨーロッパ人は正確な位置を把握できず、長らくロンドンの対蹠地と誤解されたため、この諸島の名前が「Antipodes」と省略された。実際のアンティポデス諸島の対蹠地は、フランス北部のシェルブール近郊にあるガットゥヴィル＝ル＝ファールに位置する。とはいえ、同諸島がロンドンの対蹠地から最も近い陸地=ロンドンから最も遠い陸地であることには変わりはない。

## 歴史

アンティポデス諸島の地形図

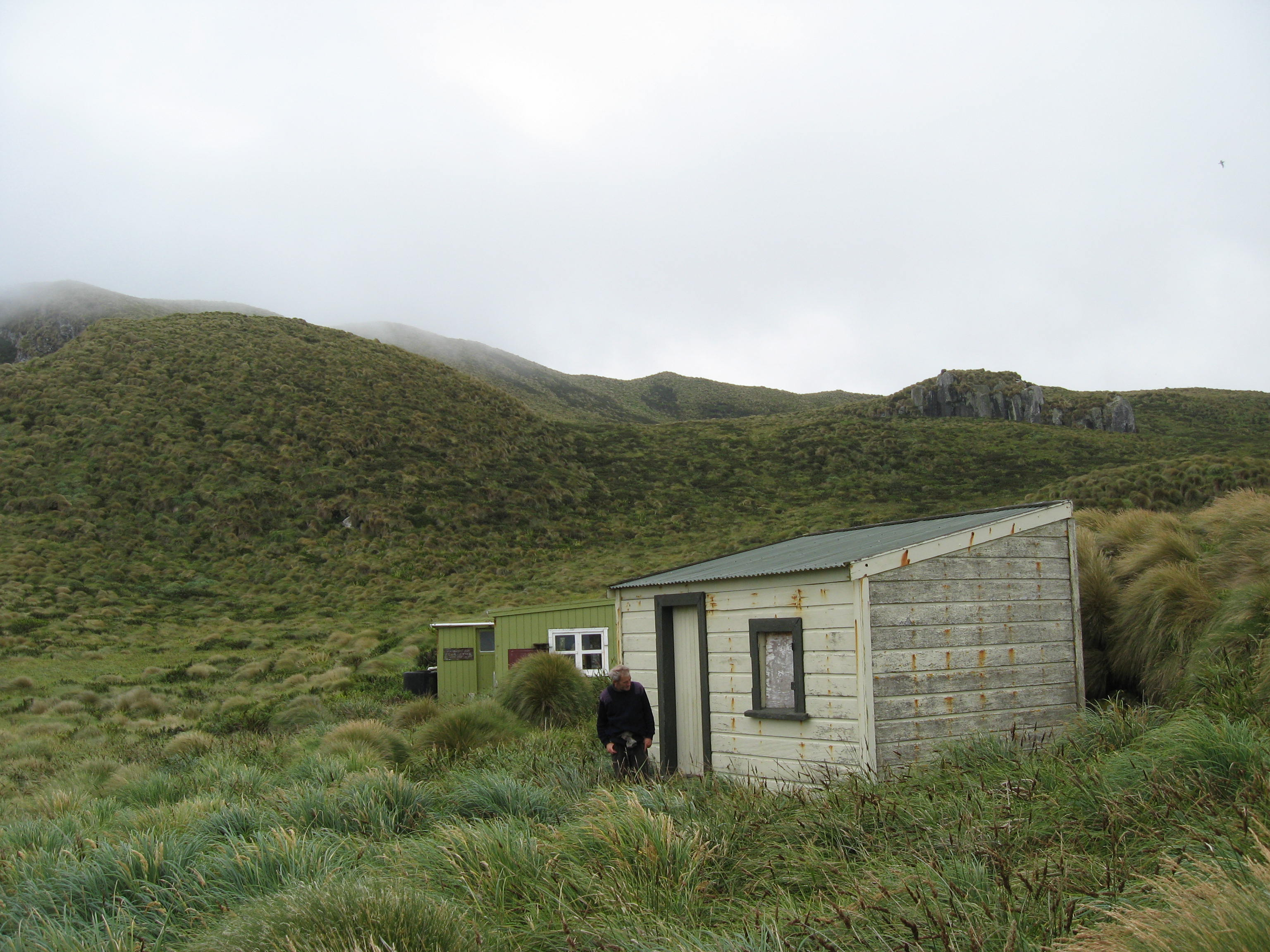
アンティポデス島北端部にある遭難者避難所（2009年）

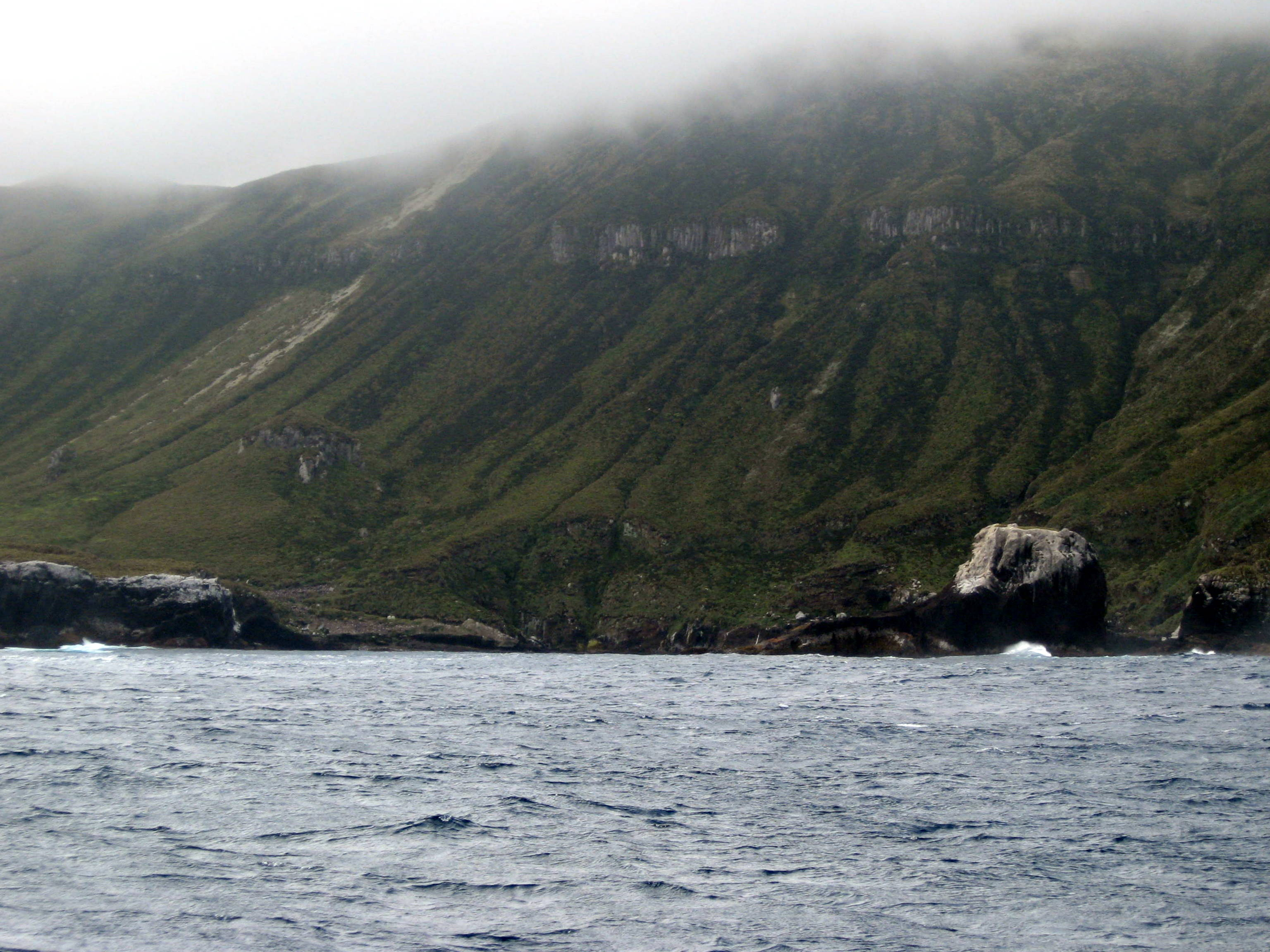
アンティポデス島南部のサウス湾。ここで1893年にスプリット・オブ・ザ・ドーン号が、1999年にトトロレ号が難破した。

### 前史
1886年、約75cmの陶器の破片がアンティポデス島で発掘された。これは最初に発見したヨーロッパ人よりも前に人類が渡来してきたことを意味している。この陶器の欠片はウェリントン市内にあるニュージーランド国立博物館テ・パパ・トンガレワに所蔵されている。

### オットセイ狩り
1800年にイギリス海軍艦艇リライアンス号の船長を務めたヘンリー・ウォーターハウスは、アンティポデス諸島の海図を作成した。1803年、ウォーターハウスの義理の兄弟ジョージ・バスはオーストラリア・ニューサウスウェールズのガバナー・キング号にニュージーランド南島のダスキー・サウンドとオタゴ港以南の全ての陸地と海域における漁業独占権を与えた。この領域にはアンティポデス諸島も含まれ、そこに大勢のオットセイが生息しているのを知っていた。その年の1803年2月5日に、バスはシドニーから南に向けて出航し、消息不明となった。しかし彼のこの情報により、この島々でオットセイ狩りが1805年から1807年にかけてブームになった。中国・広州にオットセイの皮1枚を1ポンド（現在の価値に換算すると数百万ドル）で売った8万枚以上の皮を積んだ貨物を巡って、アメリカ人とイギリス人商人との間で争いも発生している。

### 難破船
1893年に16人の船員を乗せたスプリット・オブ・ザ・ドーン号がアンティポデス島沖合で沈没した際、生存者11人は3か月近く遭難者としてこの島で救助を待った。彼らは貝類、植物の根、そしてミズナギドリを生で食し、ニュージーランド政府軍の蒸気船ヒネモア号に発見されるまでの87日間過ごした。
設備がよく整った遭難者避難所は、島の端に位置し利用可能である。しかし、生存者の健康状態や島の山がちな地形から、避難所を見つけるのは困難である。1908年に島北部のアンカレッジ湾で沈没した船の乗組員が避難所を建設し利用している。1999年6月、アンティポデス諸島で最後に沈没したのはヨット船トトロレ号で、乗員2人が死亡している。

## 自然

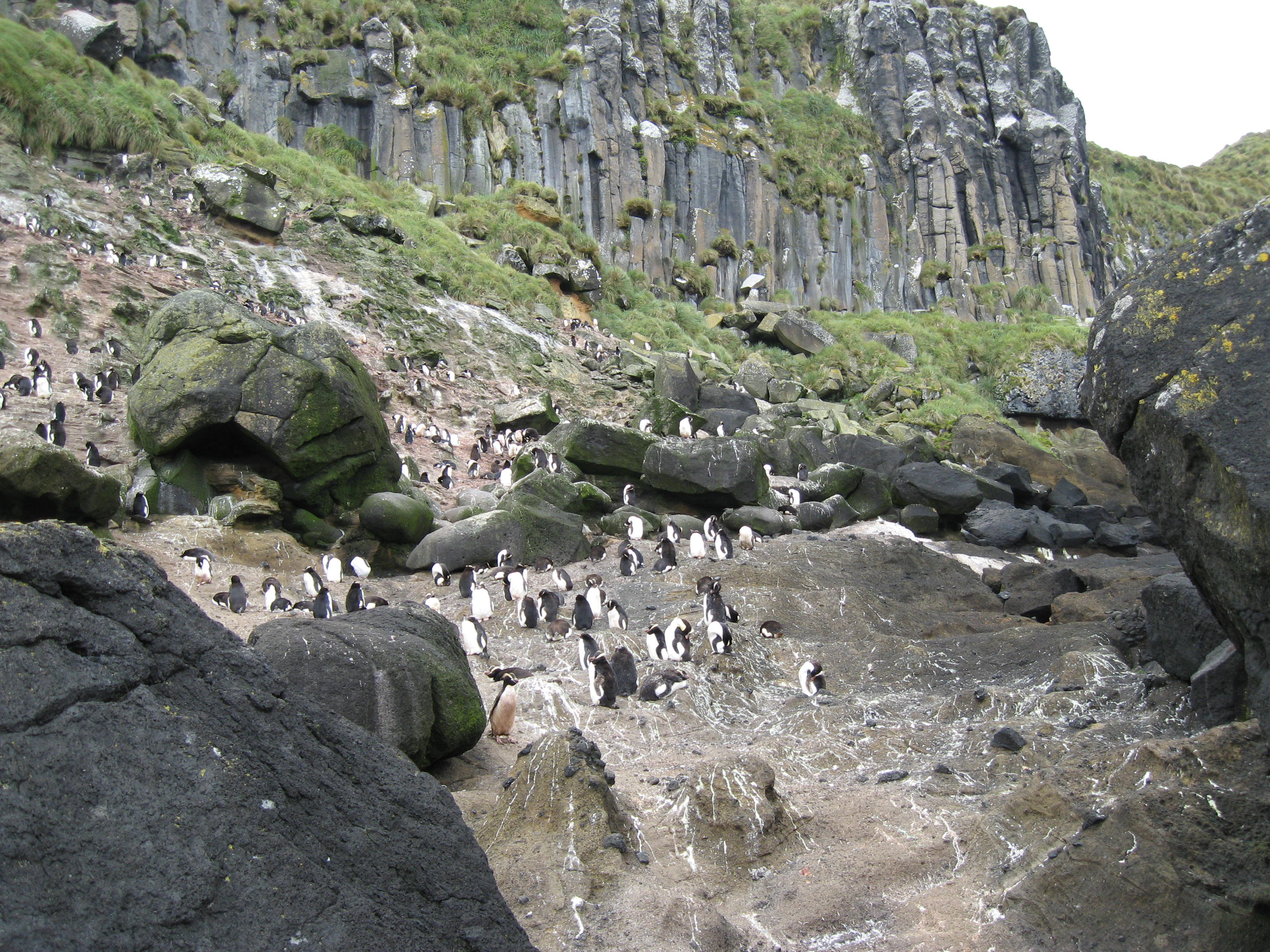
様々な種類のペンギンのコロニー（アンティポデス島アンカレッジ湾）

アンティポデス諸島には、多数の固有種の動植物が生息している。動物相ではオウム科のムジアオハシインコ、アホウドリ科のアンティポデスアホウドリ、そしてこの諸島に世界の半分が生息しているシュレーターペンギンなどが挙げられる。また島内の植物の特徴としては、亜南極の厳しい環境に適応するため、メガハーブといわれる巨大植物群が自生している。
このように独自の生態系を構築していることから、1998年にユネスコの世界遺産「ニュージーランドの亜南極諸島」の構成物件の1つとして登録されている。
100年以上前に、難破船などによって運ばれたネズミが島内で繁殖するようになり、鳥の卵や雛を捕食する問題が顕在化していた。2016年に自然保護局などの合同チームが餌が減少する冬季に65トンの殺鼠剤の空中散布を実施したところ、2018年2-3月に実施された調査でネズミの根絶を確認している。